# Gossypol
Gossypol – nazwa zwyczajowa organicznego związku chemicznego występującego jako pigment w roślinach z gatunku Gossypium (podgatunek Hibisceae, rodzina Malvaceae).
Gossypol po raz pierwszy został wyizolowany z nasion bawełny w drugiej połowie XIX wieku przez J. Longmore’a. W postaci krystalicznej jako pierwszy otrzymał go Leon Marchlewski, który nadał nowo otrzymanej substancji nazwę gossypol (gossypium + fenol = gossypol) wskazując w ten sposób na jego pochodzenie oraz charakter chemiczny.
W roślinach bawełny gossypol pełni głównie funkcję obronną przeciwko insektom i zwierzętom roślinożernym. W zależności od odmiany zawarte jest od 0,4 do 1,7% gossypolu, co przy rocznej produkcji światowej ok. 25 milionów ton nasion daje ok. 100 tys. ton gossypolu.
Czysty gossypol jest substancją o barwie żółtej rozpuszczającą się w alkoholach, dimetyloformamidzie, eterze etylowym, acetonie, chlorku metylenu, chloroformie, dioksanie i pirydynie. Nie rozpuszcza się w acetonitrylu, benzenie, niskowrzącym eterze naftowym (t.w. 40-60 °C) oraz w wodzie. W reakcji ze stężonym kwasem siarkowym daje charakterystyczne czerwone zabarwienie.
W latach 70. XX w. jednocześnie kilka chińskich grup badawczych ogłosiło, że gossypol wywołuje tymczasową niepłodność u mężczyzn. Doniesienie to wywołało ogromne zainteresowanie tym związkiem jako potencjalnym środkiem antykoncepcyjnym dla mężczyzn. Gossypol stosowany powyżej 4 miesięcy w dawkach po ok. 20 mg dziennie powodował u niektórych mężczyzn trwałą bezpłodność
Gossypol wykazuje również aktywność przeciwnowotworową (rak płuc, rak skóry), przeciwwirusową (wirus HIV, paragrypy), przeciwgrzybiczną oraz wiele innych.